# Tsukasa Fushimi
Tsukasa Fushimi (伏見 つかさ, Fushimi Tsukasa) é um escritor japonês de light novels. Começou sua carreira em 2006 com a novela Jūsanbanme no Alice. Logo em seguida, publicou a série Ore no Imōto ga Konna ni Kawaii Wake ga Nai, que mais tarde foi adaptada em anime e mangá. Em 2013, iniciou a escrever Ero Manga Sensei.

## Carreira
Tsukasa participou do 12.º Dengeki Novel Prize com o primeiro volume da sua novela Jūsanbanme no Alice em 2005. Embora não tenha ganhado o prêmio, foi convocado na terceira chamada do processo de seleção e finalmente publicou seu primeiro trabalho através da ASCII Media Works sob a marca Dengeki Bunko em 2006. Logo após o último volume da série ser publicado em 2007, Fushimi começou a escrever Ore no Imōto ga Konna ni Kawaii Wake ga Nai, que foi publicada no ano seguinte. A novela teve 12 volumes no total e foi finalizada em 2013. Fushimi começou sua nova série, Ero Manga Sensei, em 2013.